# Peter Ritchie Calder, Baron Ritchie-Calder
Peter Ritchie Calder, Baron Ritchie-Calder (* 1. Juli 1906 in Forfar, Angus; † 31. Januar 1982 in Edinburgh) war ein schottischer Autor, Journalist und Hochschullehrer.

## Leben
Peter Calder erhielt seine Ausbildung an der Forfar Academy. Er arbeitete zunächst als Journalist in Dundee und Glasgow, wo er ein bekannter Sozialist und Friedensaktivist war. Als Wissenschaftsredakteur der News Chronicle schrieb er Artikel unter dem Namen Ritchie Calder. Zudem war er als Buchautor äußerst produktiv.
Während des Zweiten Weltkriegs wurde Calder zum Director of Plans and Campaigns bei der Political Warfare Executive, einer geheimen britischen Einrichtung während des Kriegs zur Verbreitung von Propaganda. Er verfasste Texte für Propaganda-Plakate, Texte für die BBC sowie Broschüren sowie Reden für hochrangige Politiker. Sein Chef, ebenfalls ein Schotte, war Sir Robert Bruce, der ihn als „one of the best brains in the organisation“ (dt.: einer der besten Köpfe der Organisation) bezeichnete. Calder äußerte sich zu seinem Verständnis des Begriffs Propaganda:

„The object is to destroy the morale of the enemy and to sustain the morale of our Allies within enemy and enemy-occupied countries, we must be creating and sustaining the will to victory under whatever pressures the enemy may exert. That is the function of the much abused word "propaganda" [...]“

1941 wurde er Mitglied des 1941 Committee, einer Gruppe von liberalen Politikern, Autoren und anderen einflussreichen Personen des Landes, der unter anderen H. G. Wells und Tom Driberg angehörten. Im selben Jahr wurde er bekannt durch sein Buch Carry on London, in dem er die Folgen des deutschen Bombardements auf London, Coventry und weitere Städte in Großbritannien beschrieb. Am 1. Januar 1945 wurde er als Commander des Order of the British Empire ausgezeichnet.
Nach dem Krieg wandte sich Calder wieder seinen früheren Aktivitäten als Autor zu und spezialisierte sich auf Internationalismus, die Friedensbewegung und populäre Wissenschaftsthemen. Er arbeitete mit den Vereinten Nationen zusammen, war Präsident des National Peace Movement sowie der Campaign for Nuclear Disarmament. Zudem engagierte er sich für die Weltgesundheitsorganisation, für Oxfam und die Ernährungs- und Landwirtschaftsorganisation der Vereinten Nationen. Weiterhin war er als Wissenschaftsredakteur für den News Chronicle tätig und verfasste zahlreiche Bücher.
Calder war ein leidenschaftlicher Friedensaktivist und Humanist. 1980 war er einer der Unterzeichner der A Secular Humanist Declaration, ein Bekenntnis zum Säkularen Humanismus, herausgegeben vom Council for Democratic and Secular Humanism. Er war auch Unterzeichner des Humanist Manifesto II.
Von 1961 bis 1967 lehrte Calder Internationale Beziehungen an der University of Edinburgh. 1960 erhielt er den Kalinga-Preis für die Popularisierung der Wissenschaft. Am 5. Juli 1966 wurde er als Baron Ritchie-Calder, of Balmashanner in the Royal Burgh of Forfar, zum Life Peer erhoben und wurde dadurch auf Lebenszeit Mitglied des House of Lords.
Lord Ritchie-Calder war der Vater des Wissenschaftsautors Nigel Calder und des Autors und Historikers Angus Calder. Er war zudem der Großvater des Reiseschriftstellers Simon Calder.

## Schriften (Auswahl)
- Roving Commission, 1937
- Carry On London, 1941
- Profile of Science, 1951
- Dawn over Asia, 1952
- West Meets East, 1952
- Man and the soil, 1952
- From Magic to Medicine, 1952
- Men against the jungle, 1954
- Science makes sense, 1955
- Men Against the Desert, 1958
- Medicine and man: The story of the art and science of healing, 1958
- The land of life: The story of the Weizmann Institute, 1959
- Agony of the Congo, 1961
- The life savers, 1961
- Common Sense about a Starving World , 1962
- Living with the Atom, 1962
- Hell Upon Earth, 1968
- On Human Rights, 1968
- The evolution of the machine, 1968
- Man and the cosmos: The nature of science today, 1968
- Wonderful of Medicine, 1969
- Leonardo: The Age of the Eye, 1970
- Man and the Cosmos, 1970
- The pollution of the Mediterranean Sea, 1972
- How Long have We Got?, 1972
- Internationalist in the World of Nationalism, 1973
- Future of a Troubled World, 1983